# 佐中壮
佐中 壮（さなか そう、1903年（明治36年）6月11日 - 1992年（平成4年）4月13日）は、日本の東洋史学者。大阪府立大学名誉教授。

## 経歴
鳥取県西伯郡余子村大字福定（現・境港市福定町）に生まれる。父の佐中廉は、弓浜高等小学校長、余子小学校長、境小学校長、余子村長などを務めた教育者で、壮はその次男であった。
米子中学校、松江高等学校を経て、東京帝国大学文学部東洋史学科において藤田豊八や池内宏らに学ぶ。1928年（昭和3年）に卒業し、山口高等学校講師、ついで同教授となり、1931年（昭和6年）より広島高等学校教授に転じる。1944年（昭和19年）、松山高等学校教授となるが、終戦によりただちに辞表を提出、同校の再開整備にあたった後に退官し、帰農。
1947年（昭和22年）より大阪鉄道教習所に勤務の後、1949年（昭和24年）から大阪青年師範学校教授、1950年（昭和25年）には浪速大学（1955年に大阪府立大学に改称）助教授。1953年（昭和28年）に同教授、1962年（昭和37年）には学位論文「戦国・宋初間の信仰と技術の関係」により東北大学から文学博士の学位を受ける。
1967年（昭和42年）に停年退官して同大名誉教授、また皇學館大学教授となり、1974年（昭和49年）までつとめた。この年、勲三等旭日中綬章を受章。

## 人物
趣味は散歩。宗教は神道。住所は京都市伏見区深草瓦町。

## 家族
佐中家
- 妻・律子[1]（1910年 - ?）
- 長男・仁[1]（1934年 - ）
- 次男・明雄[1]（金融ジャーナリスト、1939年 - ）
- 四男[1]
- 五男[1]
- 次女[1]

## 著書
- 『名和公画像記と名和公碑』五典書院、1969年
- 『戦国・宋初間の信仰と技術の関係』皇學館大学出版部、1975年